# Polyortha halianassa
Polyortha halianassa es una especie de polilla de la familia Tortricidae. Se encuentra en Brasil.